# 캐나다 순상지

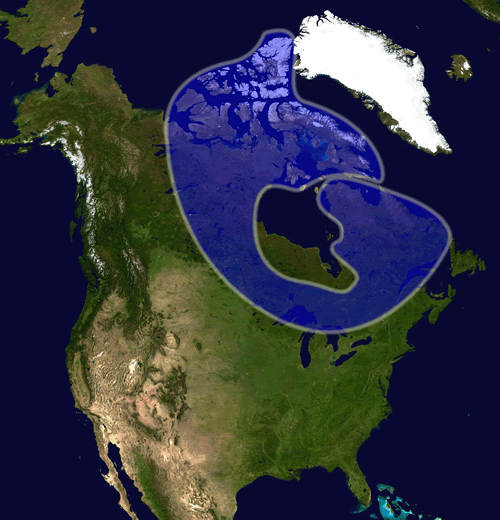
로렌시아 순상지(캐나다 순상지)

로렌시아 순상지 혹은 캐나다 순상지는 캐나다 서스캐처원주, 매니토바주, 온타리오주 그리고 퀘벡주, 래브라도 주의 북부와 뉴펀들랜드 주의 중앙 부분에 위치해 있는 순상지이다. 캐나다 순상지는 침식된 언덕으로 대부분 구성되어 있고 특히 퀘벡과 온타리오에서는 수력 발전에 이용되는 많은 중요한 강들을 포함하고 있다. 캐나다 순상지는 허드슨만 분지인 웻랜즈를 둘러싸고 있다. 캐나다 순상지 일부 특정 지역은 산지로 계산되기도 한다. 이곳에는 톤갓과 로렌시아 산맥이 포함된다.
캐나다 순상지에서는 집중적인 농사를 할 수가 없으나 생계형 농사와 소형 농장이 계곡과 호수를 둘러 있으며, 특히 남부에 많다. 북방림은 캐나다 순상지의 많은 부분을 장악하고 있으며 중요한 목재를 제공하는 침엽수들과 섞여 있다. 이 지역은 대량의 광물이 묻혀 있는 것으로 알려져 있다.

## 같이 보기
- 발트 순상지